# Бруни, Фёдор Антонович
Фёдор Анто́нович Бру́ни (Феде́ле Джова́нни [Фиде́лио] Баро́ффи[о]-Бру́ни) (итал. Fedele Giovanni Baroffi Bruni, Fidelio Bruni; 10 июня 1799, Милан, Цизальпинская республика — 30 августа [11 сентября] 1875, Санкт-Петербург, Российская империя) — русский живописец и график италошвейцарского происхождения, представитель романтического академизма, один из наиболее значимых петербургских художников николаевской эпохи, педагог и музейный работник. Академик (с 1834) и профессор (с 1836), ректор живописного, скульптурного (оба — 1855–1871) и мозаичного (с 1866) отделений Императорской Академии художеств; хранитель картинной галереи Императорского Эрмитажа (с 1849), тайный советник (1867). Почётный член Московского художественного общества (с 1840), почётный иностранный член ряда художественных обществ Италии, в том числе Академии святого Луки в Риме (с 1824).

## Биография
Фёдор Бруни (собственно, настоящее его имя было Фиделио) родился 10 июня 1799 году в Милане, в семье швейцарского итальянца, художника и реставратора Антонио Бароффио (Антона Осиповича) Бруни (1767—1825). Отец, находясь в чине обер-офицера австрийских войск, принимал участие в Швейцарском походе русских войск во главе с А. В. Суворовым, получил ранение в ногу при штурме Чёртова моста в 1799 году, приведшее к его отставке из армии. Позже, в 1807 году, Бруни-старший приехал в Россию из Италии. Антонио Бруни в царствование Павла I был реставратором картин и живописцем по плафону. Имеются его работы, исполненные в Михайловском дворце. Впоследствии он занимался работами в Москве, по заказу князя Куракина.
Фёдор Бруни в возрасте десяти лет поступил в Воспитательное училище при Академии художеств, занимался под руководством А. Е. Егорова, А. И. Ива́нова и В. К. Шебуева.
За первые успехи молодой Бруни был награждён серебряною медалью, а в 1818 году окончил курс и получил звание художника с правом на чин XIV класса. Его отец, находя, что художественное образование девятнадцатилетнего Фиделио ещё недостаточно, решился, по совету Шебуева, отправить сына для дальнейшего усовершенствования в живописи в Италию. Изучение образцовых произведений старинных художников окончательно определило направление молодого Фиделио, переименованного в России в Фёдора, подобно тому, как Брюлло был назван Брюлловым.
Написав несколько картин, Бруни, не достигший ещё 22-летнего возраста, принялся за первую большую картину («Смерть Камиллы, сестры Горация»), которая в 1824 году была выставлена в римском Капитолии и доставила автору немалую известность. В Санкт-Петербурге картина появилась лишь через 10 лет, и за неё Бруни получил звание академика.
К работам первого пребывания Бруни в Риме относятся:
- «Св. Цецилия»,
- «Св. Семейство»,
- «Вакханка, поящая Амура»,
- «Свидание Т. Тассо с сестрою»,
- «Богоматерь с Предвечным Младенцем»,
- «Спящая нимфа»
- «Богоматерь с младенцем на руках»,
- «Спаситель на небесах»,
- «Благовещение» и знаменитое «Моление о Чаше» — картину, находящуюся в Эрмитаже и ещё несколько картин и портретов. Кроме того, Бруни написал копии с двух фресок Рафаэля: «Изгнание Илиодора из Иерусалимского храма» и «Галатею».

В начале тридцатых годов живописец начал писать колоссальную картину: «Медный змий», но прежде, чем успел её окончить, был вызван из Рима в Петербург для работ в Исаакиевском соборе и для преподавания в Академии художеств.
Он прибыл в Петербург в 1836 г., написал в течение двух лет несколько образов и скомпоновал для алтаря Казанского собора большую картину-образ «Покров Пресвятые Богородицы».
С 1836 г. Бруни — профессор 2-й степени в Академии художеств. Среди его учеников — Михаил Боткин и Арсений Мещерский.
В 1838 он нашёл возможным возвратиться в Рим, и написал там «Покров» и окончил в 1840 г. своё большое произведение: «Медный змий», которое произвело в Риме необыкновенно сильное впечатление. В следующем году эта картина была перевезена в Петербург и выставлена в одном из залов Зимнего дворца. Все печатные отзывы того времени об этой картине были преисполнены почти безграничными похвалами этому произведению, в самом деле замечательному по составу и расположению групп, по типичности и выражению фигур и лиц, по общему колориту, хотя далеко не блестящему, но соответствующему содержанию грозного библейского события. В этой картине Бруни показал в полной силе все своё глубокое, академическое знание рисунка. В Русском музее «Медный змий» находится рядом с картиной К. Брюллова — «Последний день Помпеи».

## Роспись Исаакиевского собора
1841—1845 — автор 25 картонов для росписей Исаакиевского собора в Петербурге (ныне хранятся в Русском музее).
Отправляясь в третий раз в Италию, Бруни занимается картонами тех картин, которые он должен был впоследствии написать на стенах Исаакиевского собора. В 1845 г. он привозит в Петербург 25 картонов, которые были в Риме предметом похвал знатоков искусства; некоторые из них были исполнены в виде фресок в Исаакиевском соборе самим художником, другие различными художниками под его личным руководством.
На аттике собора находятся:
- «Сотворение мира»
- «Всемирный потоп»
- «Спаситель, вручающий апостолу Петру ключи от царствия Небесного»,
- «Явление Господа апостолам по Воскресении».

В полукружии над аттиком:
- «Творец, благословляющий все созданное»
- «Святой Дух в сонме ангелов».

На плафоне:
- «Введение Первородного Сына во вселенную»
- «Второе пришествие Сына Божия»
- «Прорцы на Кости»
- «Егда сотворены быша звезды, восхвалима Мя вся ангелы».

Исполнение перечисленных работ окончено было в 1853 г., но, кроме них, Бруни успел написать иконостас для православной церкви в Штутгарте.

## Работа в Эрмитаже
Будучи назначен в 1849 году хранителем картинной галереи Эрмитажа, он с любовью занимался ею; дважды был командирован за границу для покупки картин, послуживших для пополнения коллекции музея.

## Ректорство в Академии художеств
1855 — Бруни был назначен ректором Академии художеств по отделу живописи и ваяния, а в 1866 году в его ведение попало и мозаичное отделение, созданное его стараниями. 27.12.1869 г. жалован дипломом на потомственное дворянское достоинство. В 1871 году оставил пост ректора. К концу жизни он был почётным членом Болонской и Миланской академий искусств, почётным профессором Флорентийской Академии художеств и Академии Святого Луки в Риме.
Скончался Бруни 30 августа (11 сентября)  1875 года в Петербурге. Был похоронен на участке св. Петра Выборгского католического кладбища; там же рядом были погребены его супруга Анжелика Антоновна (в девичестве Серни; 1.01.1811-13.05.1881), пережившая мужа на шесть лет, их сын Александр (6.06.1839, Рим — 9.09.1873) и дочь Тереза (в браке Бентковская; ум. 19.03.1910). В 1936 году, в связи с закрытием и последовавшим уничтожением Выборгского некрополя, останки супругов Бруни вместе с надгробием были перенесены в Александро-Невскую лавру на Тихвинское кладбище — Некрополь мастеров искусств.

## Адреса в Санкт-Петербурге
1809 — 30.08.1875 года — здание Академии художеств — Университетская набережная, 17.

## Характеристика творчества
Бруни был чрезвычайно трудолюбив и плодовит, чему способствовала постоянная поддержка заказами со стороны правительства и частных лиц. Кроме исторических и религиозных картин он писал портреты, впрочем, немногочисленные. Главная его сила была в композиции и правильности рисунка. В его картинах видно много академического знания, которое было пополняемо художественностью содержания, а часто и чувством. Его «Моление о Чаше» изображает Христа, полного скорби и предзнания ожидающих Его страданий и производит сильное впечатление; повторение этой картины, сделанное Бруни, находится в церкви Академии художеств. Его «Вакханка и Амур» переносит совсем в другой мир и полна страстной неги; написана эта картина колоритно и нежно. Весьма достойно сожаления, что его часто грандиозные композиции, находящиеся в Исаакиевском соборе, сильно пострадали от времени, как и все другие, написанные там на стенах.
В последние годы своей жизни Бруни занимался сочинением картонов для образов Храма Спасителя в Москве. К списку его работ, приведённых выше, надо прибавить ещё тридцать листов офортов на сюжеты из русской истории.
Вообще, художественная деятельность Бруни занимает почётное место в истории русской живописи, и появление произведений его и К. Брюллова составило эпоху в русском искусстве. Хотя ещё при жизни Бруни начались иные и новые веяния в русском искусстве, но то, что он сделал, было нужно и многому научило. Гравюра мало популяризировала картины Бруни. «Медный змий» в гравюре на дереве был помещён в различных иллюстрированных изданиях; «Смерть Камиллы» воспроизведена только контурной гравюрой; «Моление о Чаше» литографировано Козловым и гравировано Захаровым; «Божия Матерь, спящая с бодрствующим на Ея коленах Младенцем» была гравирована на стали и помещена в книге: «Картины русской живописи» В. Кукольника (СПб., 1846 г.).
Более или менее полная биография Бруни была написана А. И. Сомовым и помещена в иллюстрированном журнале «Пчела», изд. А. Прахова (СПб., 1875, 35). К статье приложен гравированный на дереве портрет Б., весьма напоминающий серьёзное и вдумчивое лицо этого талантливого художника. В Академии художеств находится гипсовый слепок с его бюста, вылепленного в 1862 г. Ф. Каменским, и портрет, писанный масляными красками, работы Яковлева. Помимо других, обучал Фёдора Каменского, особенно талантлив был К. Д. Флавицкий, автор картины «Княжна Тараканова», ныне находящейся в Третьяковской галереи в Москве.

## Галерея
- Очерки событий из российской истории, сочинённые и гравированные профессором живописи Ф. Бруни
- портрет З. А. Волконской в костюме Танкреда (не ранее 1820-х, ГРМ).
- «Смерть Камиллы, сестры Горация», (1824, ГРМ, 350х526,5, холст, масло)
- «Медный змий» (1827—1841, ГРМ, 565х852, холст, масло). Первоначально полотно было приобретено для Эрмитажа за 70 000 рублей.
- «Пробуждение граций», (1827, Третьяковская галерея)
- «Святая Цецилия»,
- «Святое семейство»,
- «Вакханка, поящая Амура», (1828)
- «Свидание Торквато Тассо с сестрою»,
- «Богоматерь с Предвечным Младенцем»,
- «Спящая нимфа»
- «Портрет А. С. Пушкина на смертном одре» (1837),
- «Аллегорическая композиция с путти» (1858—1862. Бумага, акварель, тушь, перо. 18,6х35,8), продано на аукционе в 2005 году по цене 4200 евро.

- Вакханка, поящая Амура[15] (1828)
- Голова Христа в терновом венце
- Голова Мадонны[16] (втор. пол. 1830-х — 1840-е)
- Богоматерь с младенцем[16] (1823)
- Копия картины Рафаэля Мадонна Альба[15] (1837)
- Богоматерь с младенцем, отдыхающая на пути в Египет[17] (1838)
- Богоматерь с младенцем[15] (1840-1950-е)
- Богоматерь с младенцем в розах[17] (1843)
- Богоматерь с младенцем[18] (1858)

## Известные ученики
- Вениг, Карл Богданович[19]
- Волков, Адриан Маркович
- Маковский, Константин Егорович

## Семья
Дети:
1. Николай Федорович (1839—1873) — умер молодым, сохранился его портрет работы отца.
2. Бруни, Юлий Фёдорович (1843—1911) — архитектор. Жена — Мария, дочь Александра Пеля
  1. Бруни, Георгий Юльевич (1870—1942) — музыкант, учил маленького Сергея Прокофьева[20]
    1. Бруни, Татьяна Георгиевна (1902—2001) — художница.
3. Терезия-Зинаида Федоровна. Муж — Бентковский, Карл Феликсович
4. Элоиза Федоровна. Муж — Бонафеде, Леопольд Петрович
5. Александр Федорович мл. Жена — Вера, дочь Петра Юркевича